# Carl-Uwe Steeb
Carl-Uwe Steeb (Aalen, 1 september 1967) is een voormalig tennisser uit Duitsland. Hij was actief in het professionele tenniscircuit van 1986 tot 1996.
Steeb schreef in zijn carrière drie ATP-enkelspeltoernooien en drie ATP-dubbelspeltoernooien op zijn naam.
Ook maakte Steeb deel uit van het Duitse team dat de Davis Cup won in 1988, 1989 en 1993.

## Biografie

### Ondernemerschap
Na zijn tenniscarrière richtte Carl-Uwe Steeb samen met 3 private investeerders uit Zuid-Duitsland het bedrijf 'CharlySteeb GmbH' op. Carl-Uwe Steeb was voor 60% eigenaar van het bedrijf 'CharlySteeb GmbH', de 3 private investeerder waren voor gezamenlijk 40% in bezit van de overige aandelen. In 2013 zou 'CharlySteeb GmbH' haar eerste toernooi organiseren: ATP-toernooi van München 2013. Na deze editie moest het bedrijf echter al haar faillissement aanvragen. Het toernooibudget was duidelijk overschreden. De sponsor- en ticketinkomsten wogen niet op tegen de kosten van de inrichting van de complete accommodatie en de overige kosten.

## Resultaten grandslamtoernooien
| Legenda | Legenda                          |
| ------- | -------------------------------- |
| g.t.    | geen toernooi gehouden           |
| l.c.    | lagere categorie                 |
| –       | niet deelgenomen                 |
| G       | uitgeschakeld in de groepsfase   |
| 1R      | uitgeschakeld in de eerste ronde |
| 2R      | uitgeschakeld in de tweede ronde |
| 3R      | uitgeschakeld in de derde ronde  |
| 4R      | uitgeschakeld in de vierde ronde |
| KF      | uitgeschakeld in de kwartfinale  |
| HF      | uitgeschakeld in de halve finale |
| F       | de finale verloren               |
| W       | het toernooi gewonnen            |
| w-v     | winst/verlies-balans             |

### Enkelspel
| Toernooi        | 1987 | 1988 | 1989 | 1990 | 1991 | 1992 | 1993 | 1994 | 1995 | 1996 |
| --------------- | ---- | ---- | ---- | ---- | ---- | ---- | ---- | ---- | ---- | ---- |
| Australian Open | –    | 4R   | 2R   | 1R   | 2R   | 3R   | 1R   | –    | 2R   | 1R   |
| Roland Garros   | 1R   | 1R   | 3R   | –    | 1R   | 4R   | 3R   | 1R   | 1R   | 1R   |
| Wimbledon       | 1R   | 1R   | 2R   | –    | 1R   | 1R   | 1R   | –    | –    | –    |
| US Open         | –    | –    | 3R   | 1R   | 4R   | 3R   | 2R   | –    | –    | 1R   |

### Mannendubbelspel
| Toernooi        | 1987 | 1988 | 1989 | 1992 | 1993 |
| --------------- | ---- | ---- | ---- | ---- | ---- |
| Australian Open | –    | 1R   | 2R   | –    | –    |
| Roland Garros   | 2R   | –    | 1R   | –    | 2R   |
| Wimbledon       | –    | –    | 1R   | –    | –    |
| US Open         | –    | –    | –    | 2R   | –    |

## Palmares
| Legenda                       | Legenda               |
| ----------------------------- | --------------------- |
| Grand Slam                    |                       |
| Olympische Spelen             |                       |
| tot 2009                      | vanaf 2009            |
| Tennis Masters Cup            | ATP Finals            |
| ATP Masters Series            | ATP Tour Masters 1000 |
| ATP International Series Gold | ATP Tour 500          |
| ATP International Series      | ATP Tour 250          |

### Enkelspel
| Nr.              | Datum      | Toernooi    | Ondergrond | Tegenstander in finale | Score                   |         |
| ---------------- | ---------- | ----------- | ---------- | ---------------------- | ----------------------- | ------- |
| gewonnen finales |            |             |            |                        |                         |         |
| 1.               | 1989-07-16 | ATP Gstaad  | Gravel     | Magnus Gustafsson      | 6-7, 3-6, 6-2, 6-4, 6-2 |         |
| 2.               | 1991-06-23 | ATP Genua   | Gravel     | Jordi Arrese           | 6-3, 6-4                | details |
| 3.               | 1995-11-12 | ATP Moskou  | Tapijt (i) | Daniel Vacek           | 7-6(5), 3-6, 7-6(6)     | details |
| verloren finales |            |             |            |                        |                         |         |
| 1.               | 1989-10-22 | ATP Tokio   | Tapijt (i) | Aaron Krickstein       | 2-6, 2-6                |         |
| 2.               | 1990-01-14 | ATP Sydney  | Hardcourt  | Yannick Noah           | 7-5, 3-6, 4-6           | details |
| 3.               | 1990-02-18 | ATP Brussel | Tapijt (i) | Boris Becker           | 5-7, 2-6, 2-6           | details |
| 4.               | 1992-11-15 | ATP Moskou  | Tapijt (i) | Marc Rosset            | 2-6, 2-6                | details |
| 5.               | 1993-01-17 | ATP Jakarta | Hardcourt  | Michael Chang          | 6-2, 2-6, 1-6           | details |

### Dubbelspel
| Nr.                           | Datum      | Toernooi            | Ondergrond    | Partner       | Tegenstanders in finale            | Score         |         |
| ----------------------------- | ---------- | ------------------- | ------------- | ------------- | ---------------------------------- | ------------- | ------- |
| gewonnen finales mannendubbel |            |                     |               |               |                                    |               |         |
| 1.                            | 1988-10-09 | ATP Brisbane Indoor | Hardcourt (i) | Eric Jelen    | Grant Connell Glenn Michibata      | 6-4, 6-1      | details |
| 2.                            | 1991-08-25 | ATP Long Island     | Hardcourt     | Eric Jelen    | Doug Flach Diego Nargiso           | 0-6, 6-4, 7-6 | details |
| 3.                            | 1991-11-10 | ATP Moskou          | Tapijt (i)    | Eric Jelen    | Andrej Tsjerkasov Aleksandr Volkov | 6-4, 7-6      | details |
| verloren finales mannendubbel |            |                     |               |               |                                    |               |         |
| 1.                            | 1992-05-10 | ATP Hamburg         | Gravel        | Michael Stich | Sergio Casal Emilio Sánchez        | 7-5, 4-6, 3-6 | details |
| 2.                            | 1993-05-02 | ATP München         | Gravel        | Karel Nováček | Martin Damm Henrik Holm            | 0-6, 6-3, 5-7 | details |